# انياس غودار
انياس غودار (بالفرنسية: Agnès Godard)‏ (و. 1951 – م) هي مصورة سينمائية من فرنسا.

## التعليم
تعلمت في المعهد العالي للدراسات السينمائية (باريس).

## جوائز
حصلت على جوائز منها:
- César Award for Best Cinematography [الإنجليزية]‏ (2001)
- جائزة لوميير لأفضل تصوير سينمائي [الإنجليزية]‏.

## وصلات خارجية
- انياس غودار على موقع IMDb (الإنجليزية)
- انياس غودار على موقع قاعدة بيانات الأفلام العربية
- انياس غودار على موقع ألو سيني (الفرنسية)
- انياس غودار على موقع أول موفي (الإنجليزية)
- انياس غودار على موقع قاعدة بيانات الأفلام السويدية (السويدية)
- انياس غودار على موقع قاعدة بيانات الفيلم (الإنجليزية)
- انياس غودار على موقع كينوبويسك (الروسية)